# Officine Ferroviarie Veronesi
La Officine Ferroviarie Veronesi (OFV) era una società per azioni che operava nella progettazione, costruzione, ristrutturazione, trasformazione, revisione e manutenzione di veicoli ferroviari. Aveva sede a Verona.

## Storia

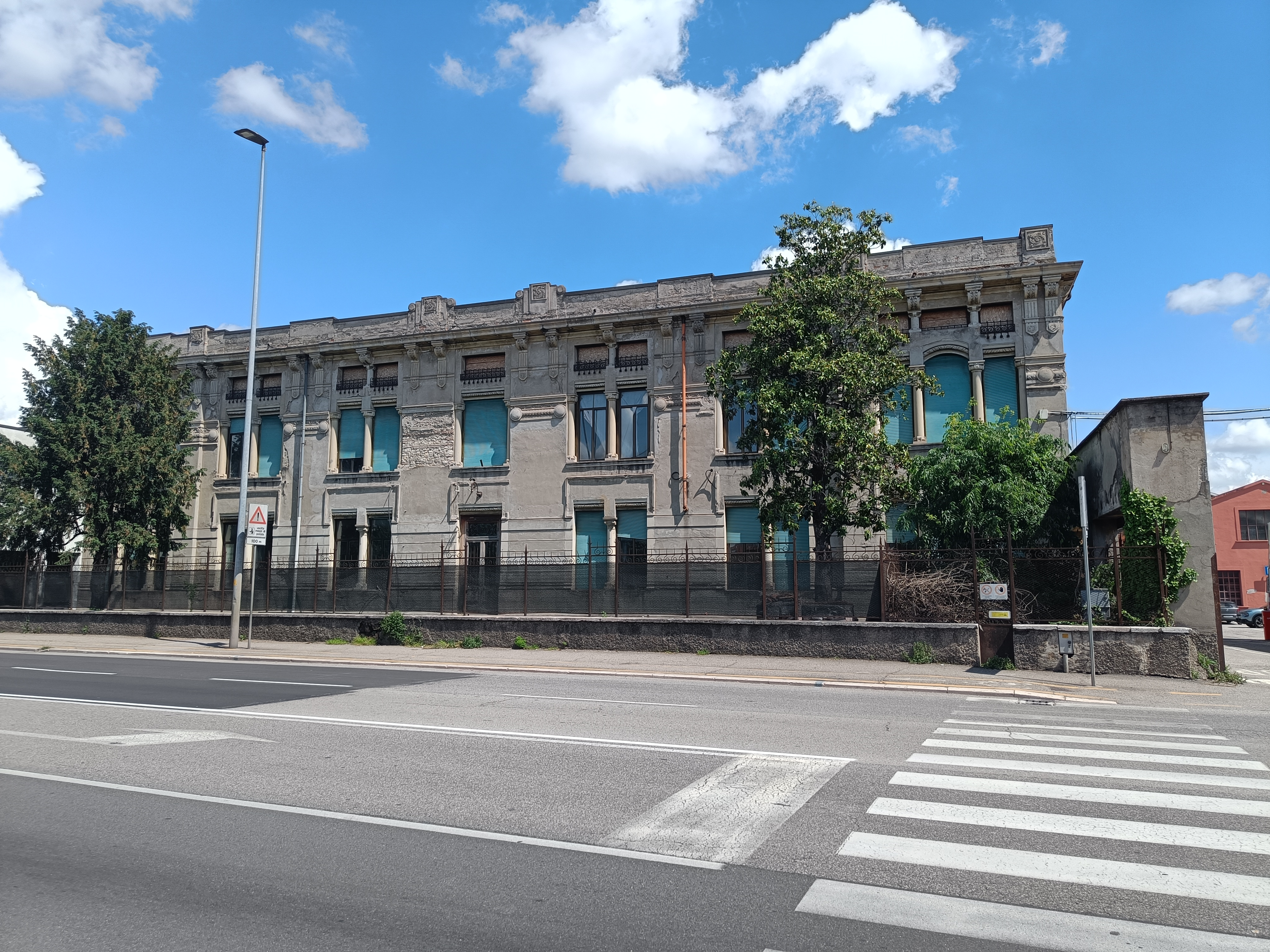
Ingresso area industriale ex Officine Ferroviarie Veronesi a Verona in Lungadige Galtarossa, 21

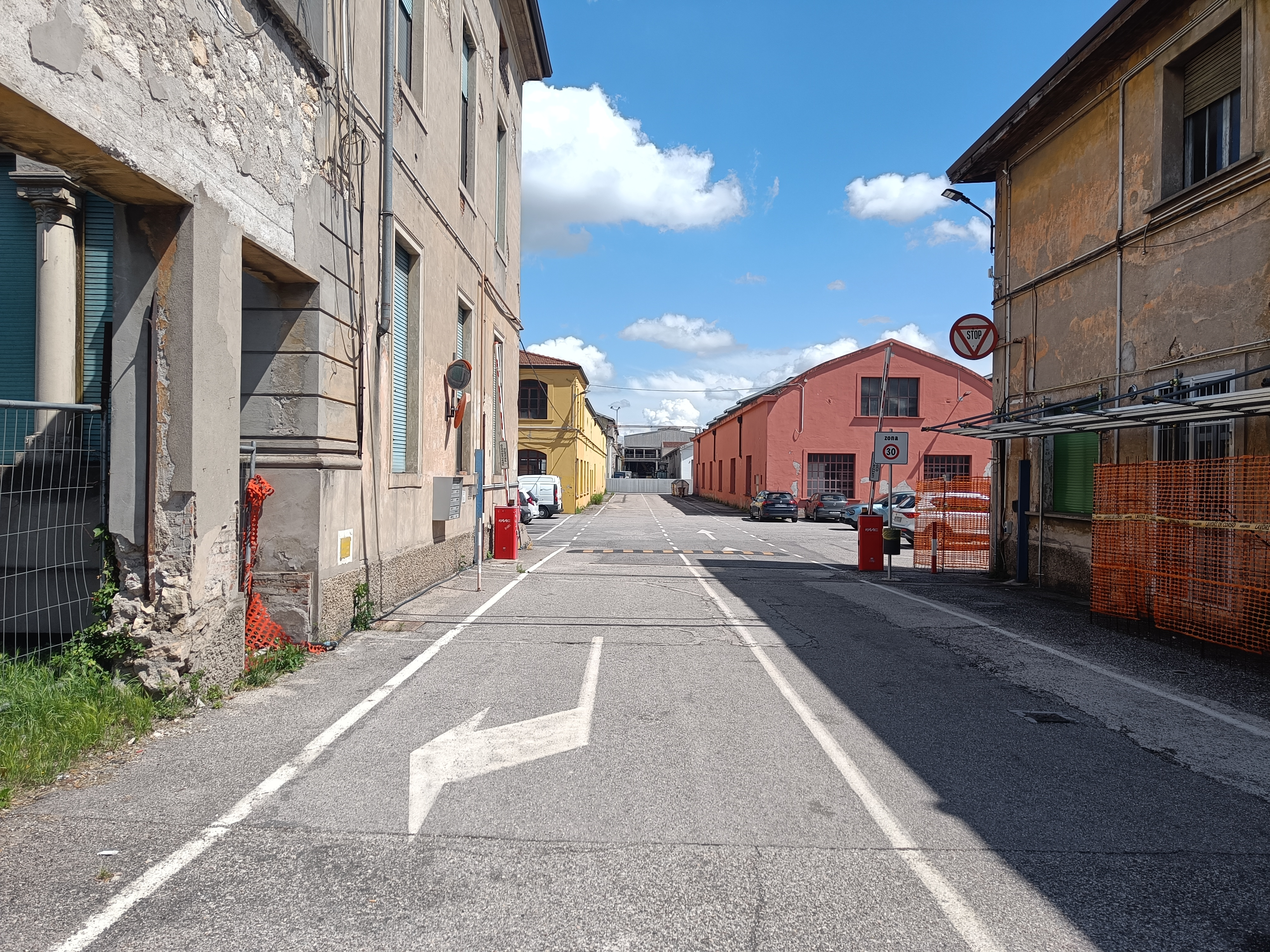
Cortile interno dell'area industriale ex Officine Ferroviarie Veronesi

L'azienda fu fondata nel 1901 con il nome di Officine Meccaniche e Fonderie Galtarossa dai fratelli Galtarossa  inizialmente per produrre lampade all'acetilene per l'illuminazione dei terreni di bonifica. Col passare degli anni la produzione si differenziò seguendo le esigenze del mercato sino a giungere alla specializzazione nella produzione di materiale rotabile.
Il primo stabilimento fu distrutto dai bombardamenti durante la seconda guerra mondiale,  produceva materiale bellico impiegando fino a 3 500 addetti, soprattutto donne. In occasione della ricostruzione, si procedette alla riconversione della produzione in parte a macchinari agricoli e in parte a costruzione di carri e carrozze ferroviarie, vista anche l'esperienza già maturata nella riparazione ferroviaria.
Negli anni settanta del novecento l'azienda arrivò a occupare quasi 1 000 dipendenti. A causa di investimenti poco remunerativi e di pesante gestione finanziaria, la famiglia Galtarossa si trovò in breve tempo a dover cedere le attività di fonderia, mantenendo la gestione delle Officine Ferroviarie Veronesi.

### La crisi
All'inizio di ottobre 2013, la società presentò presso il Tribunale di Verona il ricorso per l'ammissione alla procedura di amministrazione straordinaria.
Con provvedimento datato 8 novembre 2013, il Tribunale di Verona dichiarò dunque lo stato di insolvenza della società nominando l'ingegner Giovanni Bertoni a commissario giudiziale, come da indicazione del Ministero dello Sviluppo Economico che l'anno successivo pubblicò il bando per il pubblico invito a formulare proposte di acquisto delle Officine.
Nel 2016, dopo un lungo periodo di inattività la società chiuse. Ora la ditta appartiene al Gruppo Pittini, che però non produrrà materiale ferroviario ma utilizzerà la sede come espansione dell'acciaieria. Dal 2015, parte dell'area è diventata il polo d'innovazione industriale 311 Verona.

## Produzione di rotabili ferroviari

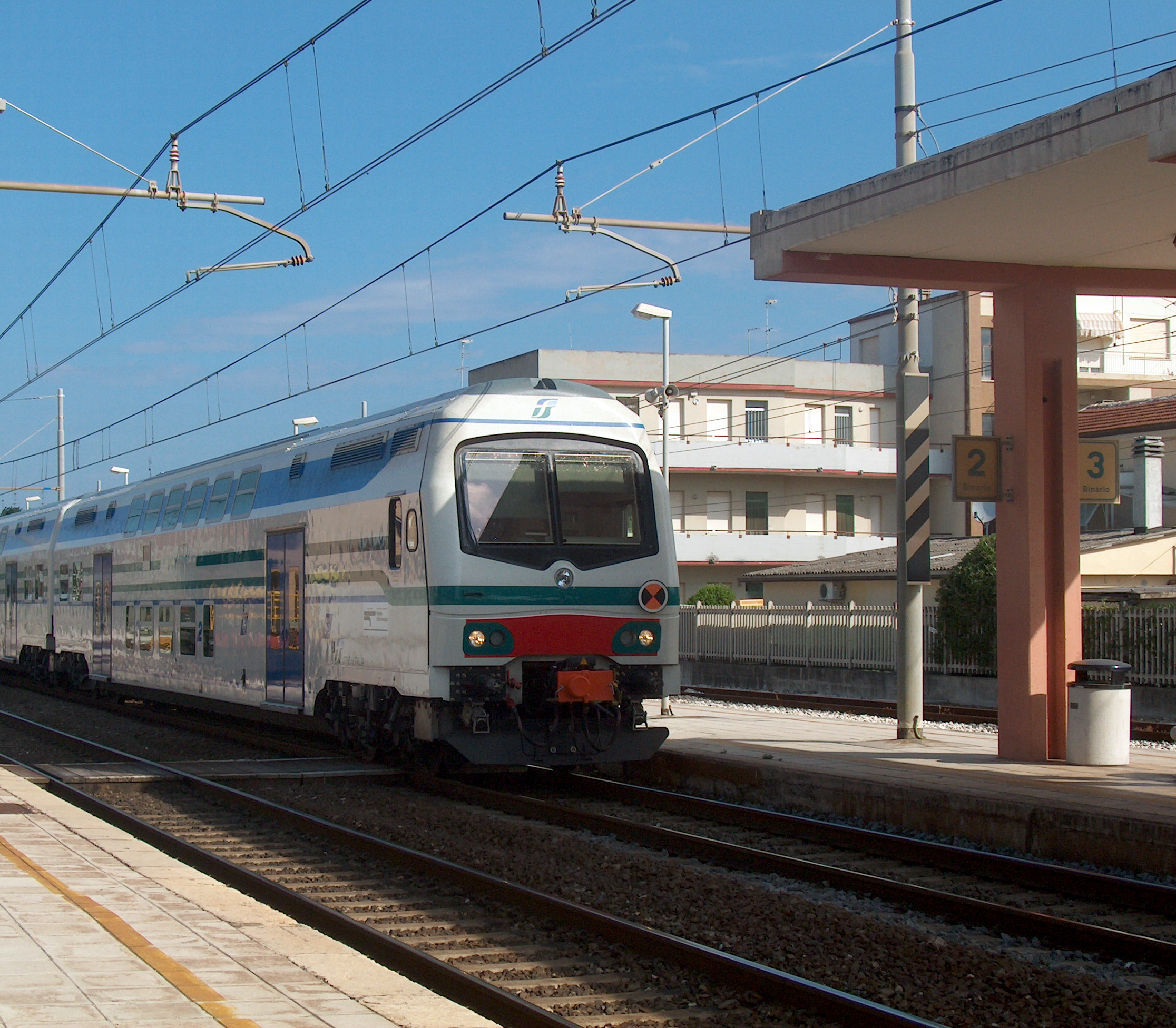
Carrozza semipilota Vivalto

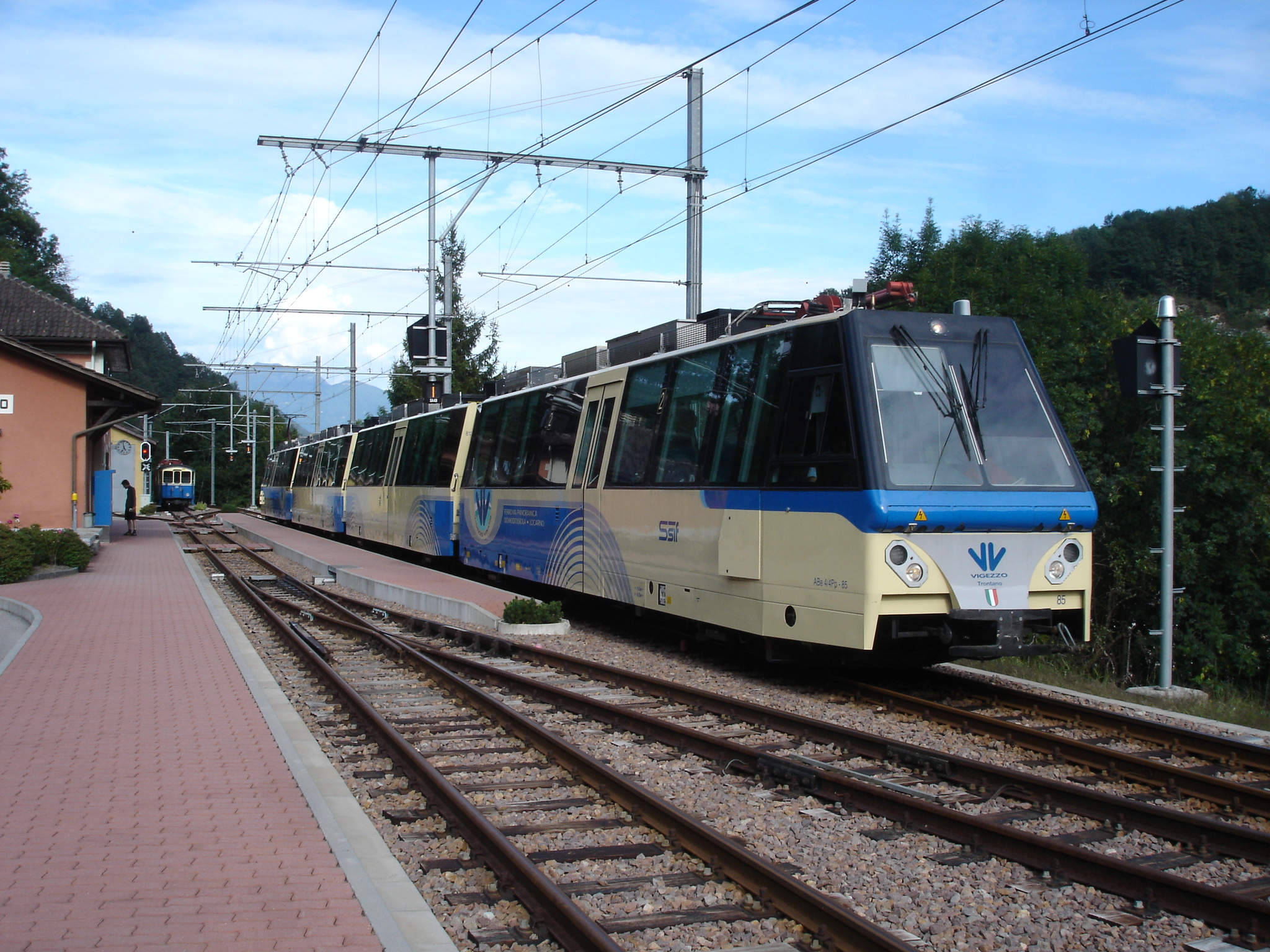
Elettrotreno panoramico sulla ferrovia Domodossola-Locarno

Nel 1980 si pensò di sviluppare e specializzare la progettazione e costruzione di materiale rotabile e quindi, lo spin-off delle attività del settore ferroviario, prese il nome di Officine Ferroviarie Veronesi (OFV).
Nel 1987 le FS commissionarono alle Officine la costruzione di 20 unità di carrozze Sleeperette. In quel periodo, le Officine avevano già in carico la costruzione delle carrozze MDVE.
Nel 1988 le FS indissero una gara per la fornitura di 70 carrozze Sleeperette di seconda serie, basate sulle UIC Z1, con la velocità massima di 200 km/h e atte al servizio internazionale. La gara fu aggiudicata al raggruppamento temporaneo tra le Officine e OMECA.
Nel settembre 1990, in un periodo in cui le Ferrovie dello Stato, principale cliente delle OFV, congelarono alcuni investimenti e rinviando progetti, le Officine Ferroviarie Veronesi entrarono a far parte del gruppo Biasi di Verona, che in questo modo ebbe l'opportunità di diversificare la propria produzione, sfruttando in parte il proprio know-how tecnico.
La nuova gestione consentì a OFV, dopo la difficile chiusura degli anni ottanta, di aprirsi al mercato europeo, con l'acquisizione della costruzione di 150 carri adatti al trasporto di coils per le Deutsche Bahn (DB). Le DB incaricarono la OFV anche dell'esecuzione di un progetto di ristrutturazione degli interni di una carrozza destinata al traffico a breve percorrenza City-Bahn Wagen, già note come Silberlingen.
Al primo lotto di carrozze ristrutturate per le DB ne seguì un secondo, poi altre 100 nel 1993 e altre 150 nel 1994, precedute da un altro prototipo che adottava per l'ambiente interno paretine trasversali in materiale trasparente.
Nel frattempo la collaborazione con le ferrovie locali si tradusse in contratti di ristrutturazione di carrozze ex-svizzere per le Ferrovie Nord Milano Esercizio (FNME).
Sempre nel 1994, le OFV ottennero dalle Ferrovie dello Stato un contratto per la revisione di carrozze bagagliaio. Negli anni seguenti, riprese anche l'attività di revisione e ristrutturazione delle carrozze viaggiatori.
Nel 1996, fu acquisito dalla DB il contratto per la ristrutturazione pesante dì venti carrozze ristorante (ex Wrmz 135, poi 133.1). L'appalto prevedeva la progettazione e l'esecuzione delle attività di trasformazione di una carrozza "Board Restaurant" in una carrozza da 200 km/h.
A tali commesse fece seguito da parte di Trenitalia la commissione per la costruzione di trentacinque carrozze semipilota modello Z1 per treni Intercity. In questo periodo si aggiunse l'attività di manutenzione e ristrutturazione delle carrozze Trenitalia da parte delle OFV anche in consorzio con altre aziende del settore come Corifer.
Nel corso del 2004 fu perfezionata l'acquisizione di un ordine da parte della Società Subalpina Imprese Ferroviarie (SSIF), che esercisce la ferrovia Vigezzina, per la costruzione di tre elettrotreni panoramici a scartamento ridotto. Per le OFV fu la prima costruzione di materiale motore e non solo trainato: i carrelli e i motori dell'elettrotreno provenivano dalla ceca Skoda, mentre l'impianto frenante era della tedesca Knorr-Bremse. Era programmata la costruzione di un quarto treno che fu solo iniziato e mai completato
In associazione temporanea di imprese con il Consorzio Corifer, le OFV ricevettero da Trenitalia l'ordine di progettazione e costruzione di 150 nuove carrozze a 2 piani denominate Vivalto, erano destinate alla composizione di treni regionali e interregionali. A questo primo lotto, Trenitalia fece seguire l'opzione per altre 150 carrozze.
Per procedere alla costruzione dell'ordine delle carrozze Vivalto furono contattati diversi fornitori europei: i carrelli vennero costruiti nello stabilimento Siemens di Graz, i freni furono prodotti dalla tedesca Knorr, i convertitori provennero dalla francese Faiveley, gli intercomunicanti furono dalla tedesca Huebner, il sistema di trasmissione delle informazioni necessarie al controllo del convoglio (TCN) fu della canadese Bombardier. Rimasero italiani il design e l'impianto di climatizzazione.

## 311 Verona

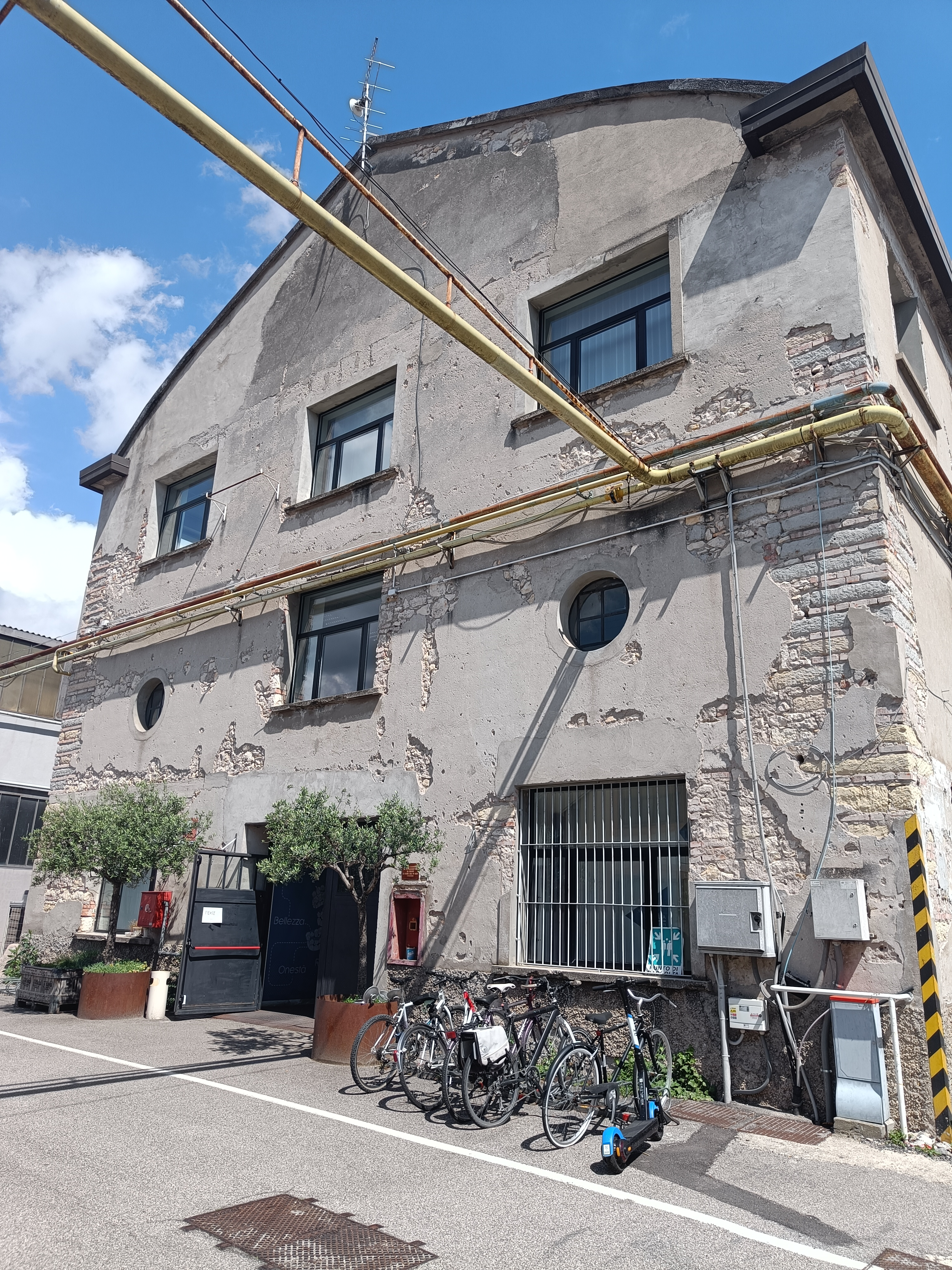
Facciata della sede 311 Verona nell'area che faceva parte delle ex Officine Ferroviarie Veronesi (già Officine Meccaniche e Fonderie Galtarossa)

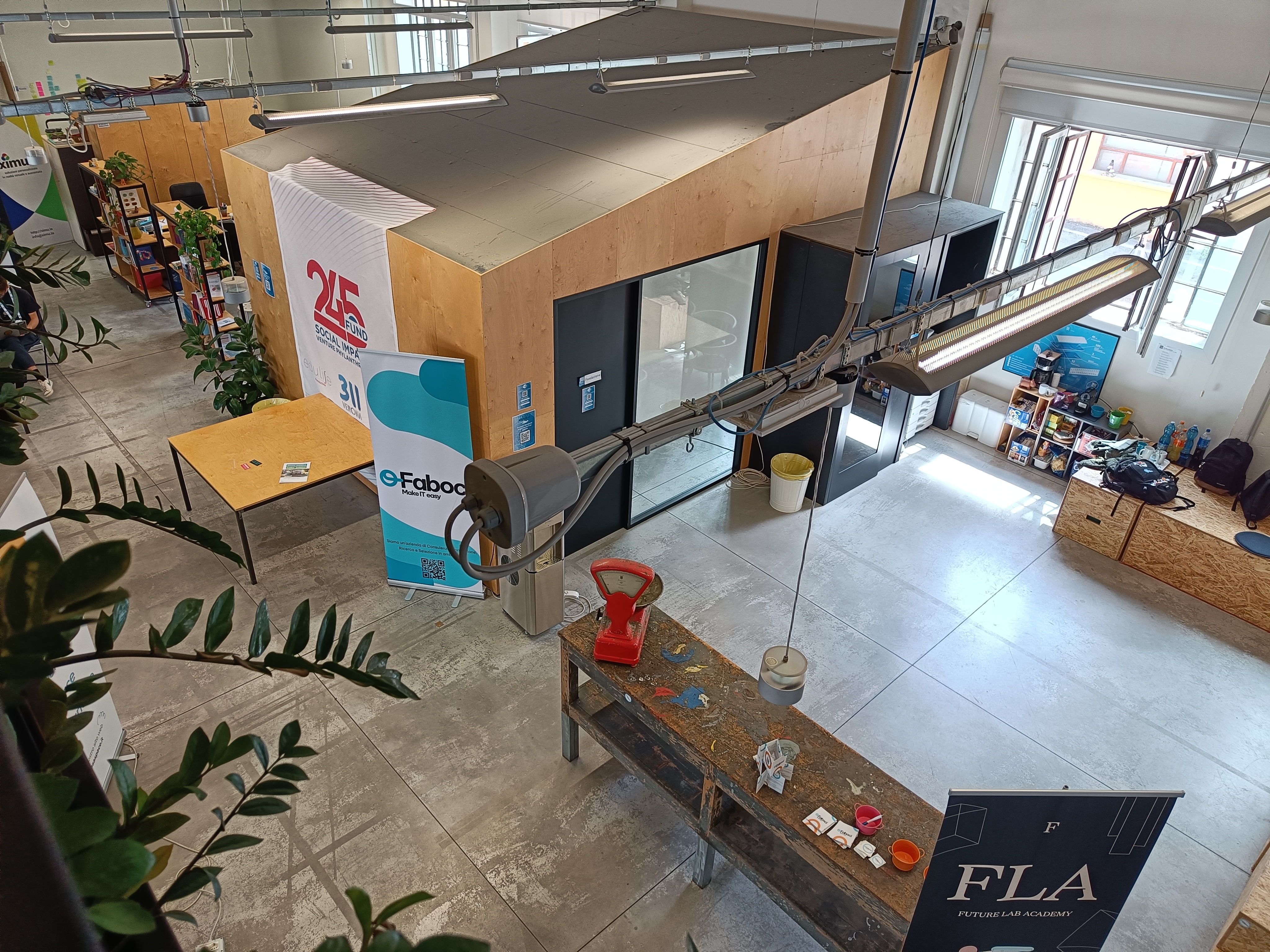
Spazio interno del polo 311 Verona sede del Fab lab Verona.

Il 311 Verona è un polo di innovazione industriale, attivo dal 2015 come spazio di condivisione delle competenze. Sorge negli spazi delle ex Officine Meccaniche e Fonderie Galtarossa. Gli spazi del polo 311 ospitano anche il Fab lab della città.